# Malthopsis
Malthopsis is een geslacht van straalvinnige vissen uit de familie van vleermuisvissen (Ogcocephalidae). Het geslacht is voor het eerst wetenschappelijk beschreven in 1891 door Alcock.

## Soorten
- Malthopsis annulifera Tanaka, 1908.
- Malthopsis gnoma Bradbury, 1998.
- Malthopsis jordani Gilbert, 1905.
- Malthopsis lutea Alcock, 1891.
- Malthopsis mitrigera Gilbert & Cramer, 1897.
- Malthopsis tiarella Jordan, 1902.
- Malthopsis gigas Ho & Shao, 2010
- Malthopsis kobayashii Tanaka, 1916
- Malthopsis retifera Ho, Prokofiev & Shao, 2009